# Línea Centro (La Plata)
La línea Centro era una línea de colectivos del Partido de La Plata. Pertenecía al S.U.T. Platense, que solo recorría la zona céntrica de la ciudad delimitada por la calle 19, 38, 1, 66, entre otras.
La lina duro solo 3 meses porque los centros de transbordo planificados con las demás líneas de S.U.T. (Este, Oeste, Norte, Sur) no se construyeron por quejas de los vecinos, lo que llevó a que la línea no cumpla su función y deje de operar.

## Flota
Toda su flota estaba compuesta por minibuses Marcopolo. Esto estaba proyectado para que no entren colectivos de grandes portes al centro.

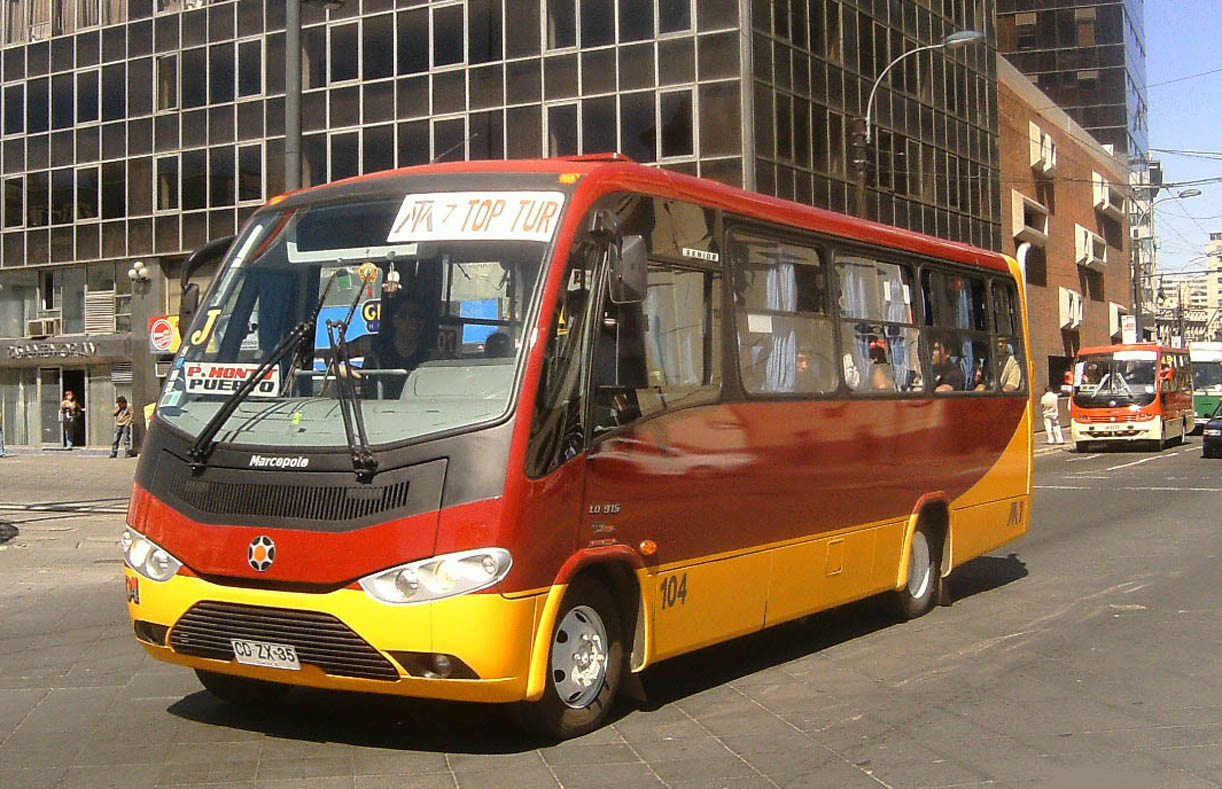
Micros de esta carrocería se utilizaban en esta línea

Cuando la línea fue suspendida, todos sus minibuses pasaron a formar parte de otras líneas del SUT

## Recorrido
- RONDIN: Av. 7 - 51 - Av. 13 - Av 44 -Av 7
- RONDIN: Av. 7 - 60 - Av. 13 - Av 44 -Av 7
- RONDIN: Av. 7 - 49 - Av. 1 - Av 44 -Av 7